# Pointe de la rivière à Goyave
La pointe de la rivière à Goyave est un cap de Guadeloupe situé en Basse-Terre sur la commune de Goyave. 

## Géographie
La pointe de la rivière à Goyave est le lieu de l'embouchure de la Petite Rivière à Goyave. Avec la pointe la Rose, il forme l'anse à Douville où est située la ville de Goyave ainsi que l'îlet Fortune.
La pointe est une aire protégée du Conservatoire du littoral depuis 2008.

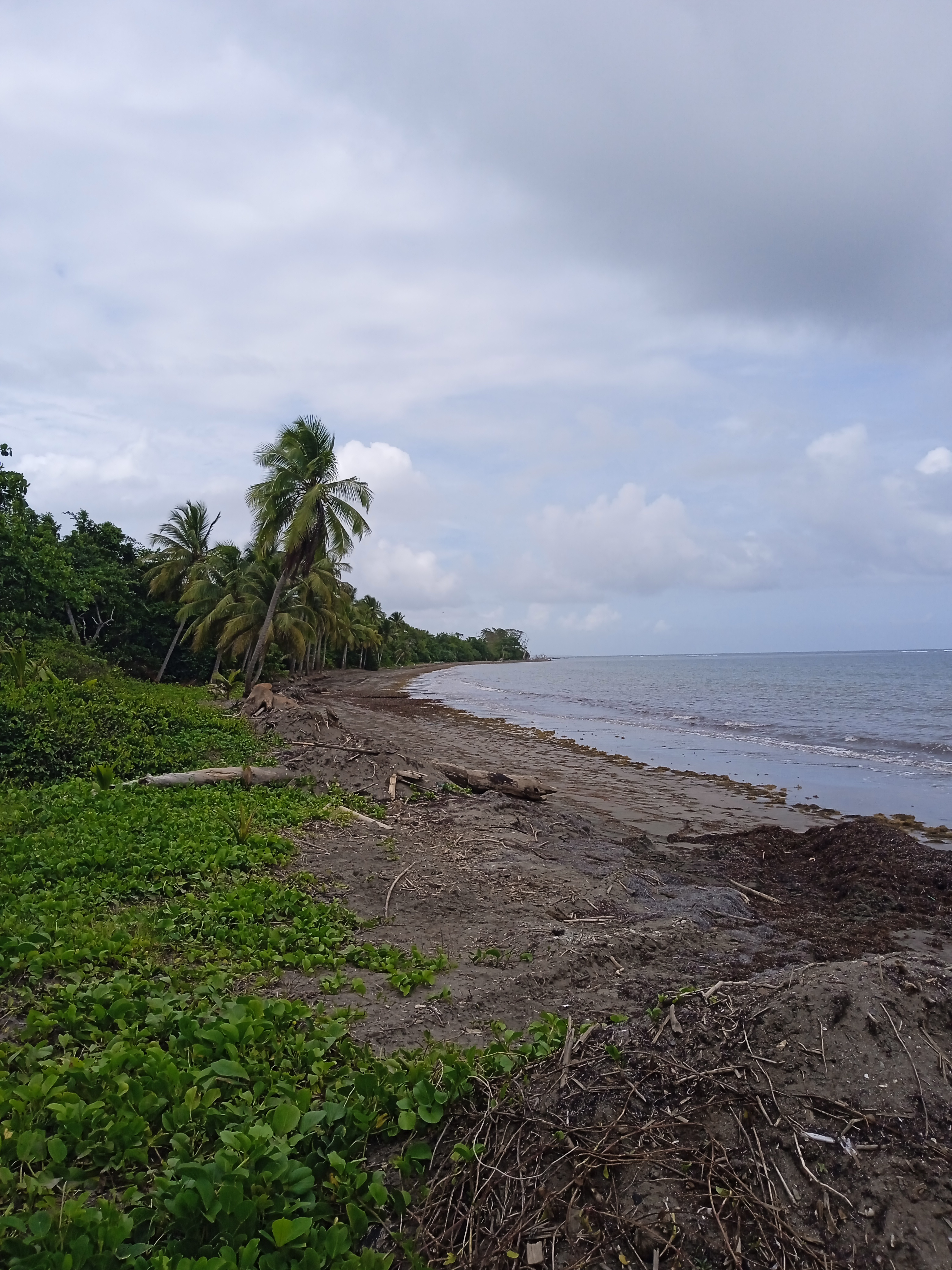
La pointe de la rivière à Goyave vue par la plage de Sainte-Claire.

## Histoire
La pointe était habitée par les indiens Caraïbes comme en témoignent des recherches archéologiques qui y ont été menées.